# Alberto Arvelo Torrealba
Alberto Arvelo Torrealba è un comune del Venezuela situato nello stato del Barinas.
Il capoluogo del comune è la città di Sabaneta.